# Agacão IV
O príncipe Agacão IV, usualmente referido como Aga Khan IV (em árabe, سمو الأمیر شاہ کریم الحسیني آغا خان الرابع‎: Sua Alteza o Amir Shah Karim Al Hussaini Aga Khan IV; nascido Karim al-Husayni, Genebra, 13 de dezembro de 1936 — Lisboa, 4 de fevereiro de 2025), foi um imame líder dos muçulmanos ismailitas. Sucedeu ao seu avô Agacão III (1877–1957), como imame por expressas instruções daquele, segundo o qual os ismailitas e a Rede Aga Kah para o Desenvolvimento deviam ter à sua frente um líder jovem e educado na modernidade.
Faleceu no dia 4 de fevereiro de 2025 em Lisboa aos 88 anos.
Era filho do príncipe Ali Khan e da Princesa Taj-ud-dawlah (nascida Joan Barbara Yarde-Buller, filha do 3º Barão de Churston).

## Distinções
- Grã-Cruz da Ordem do Infante D. Henrique pelo Presidente Américo Thomaz (14 de novembro de 1960)
- Grã-Cruz da Ordem do Mérito (9 de julho de 1998)
- Grã-Cruz da Ordem Militar de Cristo pelo Presidente Jorge Sampaio (19 de dezembro de 2005)
- Grã-Cruz da Ordem da Liberdade pelo Presidente Marcelo Rebelo de Sousa (19 de julho de 2017)[4]
- Doutoramento Honoris Causa pela Universidade Nova de Lisboa (20 de Julho de 2018)